# Metacolina
La metacolina (anche provocolina) è un farmaco estere sintetico della colina e agente parasimpaticomimetico impiegato come broncocostrittore per diagnosticare l'iperreattività bronchiale in soggetti che non presentano asma clinicamente evidente.
L'asma è una condizione complessa associata a fenomeni come l'iperreattività delle vie aeree, in cui il muscolo liscio delle vie aeree si contrae eccessivamente in risposta ad alcuni stimoli, riducendo la funzione polmonare e causando sintomi come difficoltà respiratoria. Sebbene la patologia sottostante dell'iperreattività sia complessa, la contrazione del muscolo bronchiale può essere stimolata dagli agonisti colinergici che attivano i recettori muscarinici M3, che a loro volta stimolano la contrazione dell'muscolo liscio. La metacolina agisce attraverso il blocco dei recettori muscarinici situati nei polmoni per indurre la broncoconstrizione. Nei pazienti con iperreattività delle vie aeree, è necessaria una piccola dose di metacolina per indurre la broncoconstrizione, il che costituisce la base del test per diagnosticare la patologia.
Nel test diretto di provocazione bronchiale la dose o la concentrazione del farmaco viene incrementata gradualmente, mentre si monitora l'iperreattività delle vie aeree attraverso la conseguente diminuzione del volume espiratorio forzato in un secondo (FEV1). Si registra la dose provocante (PD20) o la concentrazione provocante (PC20) che causa una riduzione del 20% del FEV1, indicando un esito positivo. La metacolina è preferibile ad altri agenti farmacologici broncoprovocatori, come l'istamina, a causa dei suoi effetti collaterali sistemici limitati.
La metacolina ha ottenuto l'approvazione dalla Food and Drug Administration il 31 ottobre 1986 ed è commercializzata con il marchio Provocholine da Methapharm Inc.

## Farmacologia

### Indicazione d'uso
Il farmaco è impiegato nei pazienti adulti e pediatrici di età superiore ai cinque anni senza asma clinicamente evidente per la diagnosi dell'iperreattività delle vie aeree tramite il test di provocazione bronchiale.

### Farmacodinamica
Il farmaco è un agonista colinergico non specifico che agisce attraverso i recettori muscarinici nei polmoni per indurre la broncoconstrizione, la quale è più significativa nei pazienti affetti da asma rispetto a quelli senza. Pertanto, la metacolina comporta un rischio di grave broncoconstrizione, specialmente nei pazienti con una preesistente ridotta funzione polmonare (tipicamente FEV1 di base < 60% o < 1,5 L, almeno negli adulti), asma clinicamente evidente o sibilanze, o altre condizioni di salute come ipertensione non controllata, aneurisma aortico o storia di infarto miocardico o ictus. L'uso nei pazienti con epilessia, vagotonia, ulcera peptica, malattia tiroidea, ostruzione delle vie urinarie o altre condizioni che potrebbero essere influenzate negativamente da un agente colinergico non è raccomandato.

### Meccanismo d'azione
L'asma è una condizione complessa associata a rimodellamento delle vie aeree, che include la proliferazione del muscolo liscio delle vie aeree e la matrice extracellulare alterata, risposte immunitarie aberranti pro-infiammatorie e contrazione eccessiva dell'muscolo liscio che porta a una diminuzione della funzione polmonare. La contrazione eccessiva del muscolo liscio in risposta agli agonisti contrattili, un fenomeno chiamato iperreattività delle vie aeree, è una manifestazione fisica della fisiologia polmonare alterata nell'muscolo liscio. Sebbene numerosi fattori, come i livelli aumentati di muscolo liscio, molecole pro-contrattili, citochine pro-infiammatorie e fattori di crescita, contribuiscano all'iperreattività delle vie aeree, uno dei principali fattori che determina il tono dell'muscolo liscio è regolato dall'innervazione nervosa parasimpatica vagale. La risposta all'acetilcolina e ad altri agonisti colinergici in queste giunzioni neuromuscolari è prevalentemente controllata dai recettori muscarinici acetilcolinici (mAChR) inibitori accoppiati a proteina Gi, M2, ed eccitatori accoppiati a Gq, M3. L'attivazione dei recettori M3 provoca la contrazione del muscolo liscio e la conseguente broncoconstrizione attraverso le vie di segnalazione calcio-dipendenti a valle, mentre l'attivazione dei M2 inibisce il rilascio neuronale dell'acetilcolina.
La metacolina è un agonista dei recettori mAChR non specifico, capace di agire su tutti i sottotipi dei recettori mAChR. Tuttavia, nel contesto dell'iperreattività delle vie aeree, la capacità della metacolina di indurre broncoconstrizione attraverso i recettori M3 è clinicamente rilevante. Inoltre, l'agonismo dei M3 può aumentare il rilascio di citochine pro-infiammatorie, contribuendo ulteriormente all'iperreattività delle vie aeree. L'effetto inibitorio dell'agonismo dei M2 da parte della metacolina è probabilmente anche importante, come dimostrato da studi su animali con funzione M2 compromessa e dalle osservazioni che l'infiammazione eosinofila, come nell'asma, influenza negativamente la funzione M2. Pertanto, i pazienti asmatici sono più sensibili agli agonisti colinergici inalati come la metacolina; questo costituisce la base del test di sfida con la metacolina, che diagnostica l'iperreattività delle vie aeree attraverso un aumento della risposta indotta dalla metacolina.

### Assorbimento
I dati riguardanti l'assorbimento del farmaco non sono attualmente disponibili.

#### Volume di distribuzione
I dati riguardanti il volume di distribuzione del farmaco non sono attualmente disponibili.

#### Legame alle proteine
I dati riguardanti il legame del farmaco con le proteine plasmatiche non sono attualmente disponibili.

### Metabolismo
I dati riguardanti il metabolismo del farmaco non sono attualmente disponibili.

#### Via di eliminazione
I dati riguardanti la via di eliminazione del farmaco non sono attualmente disponibili.

#### Emivita
I dati riguardanti l'emivita del farmaco non sono attualmente disponibili.

#### Clearance
I dati riguardanti la clearance del farmaco non sono attualmente disponibili.

### Effetti indesiderati
Tra gli effetti indesiderati al livello del sistema nervoso centrale sono segnalati cefalea e sensazione di testa vuota, stato di ipereccitabilità. Altri effetti avversi comprendono irritazione della gola, oppressione toracica, dispnea, tosse, aumento delle secrezioni ed esacerbazione della sintomatologia asmatica, aumento della peristalsi degli ureteri, prurito cutaneo.

### Tossicità
La dose letale DL50 del farmaco somministrato per via orale è di 1100 mg/kg nel topo e di 750 mg/kg nel ratto.
In caso di sovradosaggio si possono verificare perdita di coscienza o sincope con arresto cardiocircolatorio, evento frequente nella somministrazione per via orale o parenterale. Le misure correttive sono rappresentate dalla somministrazione parenterale di 0,5 - 1 mg di atropina solfato.